# رونزفال
سباستيان رُونْزفال اليسوعي (بالفرنسية: Sébastien Ronzevalle)‏ (1282 - 1356 ه‍ـ / 1865 - 1937 م) هو راهب ومستشرق بلغاري الأصل، فرنسي الثقافة والرهبانية.

## آثاره
من آثاره «نبذة من أخبار الزباء ملكة تدمر».